# Campionati africani di atletica leggera 2014 - Lancio del giavellotto maschile
Il concorso del lancio del giavellotto maschile ai Campionati africani di atletica leggera di Marrakech 2014 si è svolto il 14 agosto 2014 allo Stade de Marrakech in Marocco.

## Risultati
| Class   | Atleta                    | Nazione        | #1    | #2    | #3    | #4    | #5    | #6    | Risultato | Note             |
| ------- | ------------------------- | -------------- | ----- | ----- | ----- | ----- | ----- | ----- | --------- | ---------------- |
| Oro     | Julius Yego               | Kenya          | 80.57 | 82.77 | x     | 84.12 | 84.72 | x     | 84.72     |                  |
| Argento | Ihab Abdelrahman El Sayed | Egitto         | 81.09 | 82.35 | 80.84 | x     | 81.09 | 83.59 | 83.59     |                  |
| Bronzo  | Robert Oosthuizen         | Sudafrica      | x     | 68.25 | 77.81 | 72.57 | 77.50 | 75.78 | 77.81     |                  |
| 4       | Adriaan Stephanus Beukes  | Botswana       | 66.82 | 66.02 | 67.81 | 72.99 | 76.52 | 65.40 | 76.52     | Record nazionale |
| 5       | John Ampomah              | Ghana          | x     | x     | 75.50 | 73.26 | 75.99 | 75.85 | 75.99     | Record nazionale |
| 6       | Rocco van Rooyen          | Sudafrica      | 75.41 | 72.62 | 73.07 | x     | x     | x     | 75.41     |                  |
| 7       | Alex Kiprotich            | Kenya          | 64.39 | 69.25 | 72.43 | x     | x     | –     | 72.43     |                  |
| 8       | Bilal Nouali              | Marocco        | x     | 61.71 | 66.45 | 66.24 | 65.09 | x     | 66.45     |                  |
| 9       | Othow Okello              | Etiopia        | 65.87 | 64.50 | 62.14 |       |       |       | 65.87     |                  |
| 10      | Mitko Tilahun             | Etiopia        | 57.47 | 60.36 | 56.21 |       |       |       | 60.36     |                  |
| 11      | Jean Michel Matsounga     | Rep. del Congo | 59.62 | 54.69 | 57.46 |       |       |       | 59.62     |                  |
| 12      | Sanja Santse              | Etiopia        | x     | 58.01 | 46.82 |       |       |       | 58.01     |                  |
| 13      | Juma Ali Seifi            | Tanzania       | 46.51 | 47.61 | 49.01 |       |       |       | 49.01     |                  |